# HD 213240 b
HD 213240 bはつる座の方角に約133光年の位置にあるHD 213240の周囲を公転する太陽系外惑星である。スーパージュピターに分類される。親星から1.92天文単位の軌道を882.7日かけて公転する。軌道離心率は42.1%で、近点・遠点はそれぞれ1.11天文単位、2.73天文単位である。地球から見た公転面と自転面のなす角は47.12ミリ秒である。
この惑星は2001年4月4日にSantosらにより、ドップラー分光計を用いてスイスで発見された。